# Adele Wassiljewna Werner
Adele Wassiljewna Werner (russisch Адель Васильевна Вернер; * 16. Januarjul. / 28. Januar 1865greg.; † nach 1930) war eine russisch-sowjetische Bildhauerin.

## Leben
Werner, Tochter eines Staatsrats (5. Rangklasse), absolvierte das 1870 gegründete Maria-Mädchengymnasium in Rjasan. Dann ging Werner nach St. Petersburg und hospitierte 1884–1892 an der Kaiserlichen Akademie der Künste. Für ihre Arbeiten erhielt sie Anerkennungs- und Silbermedaillen. Für ihre Abschlussarbeit (in Gips) Susanna erhielt sie 1892 die kleine Goldmedaille und wurde zur Klassischen Künstlerin II. Klasse ernannt (die Skulptur befindet sich im Museum der Russischen Akademie der Künste).
Werner reiste darauf nach Italien. 1898 traf sie in Florenz Marija Dillon.
Die Kaiserliche Porzellanmanufaktur St. Petersburg fertigte 1903–1906 in Biskuitporzellan und Terrakotta Modelle Werners.
1904 schuf Werner die Porträt-Büste des Generalissimus Alexander Suworow. Es wurden zwei Exemplare gegossen. Das erste Exemplar stand in der Offiziersmesse des Linienschiffs Knjas Suworow, das in der Seeschlacht von Tsushima unterging. Das zweite Exemplar befindet sich im Suworow-Museum in St. Petersburg. Eine Kopie wurde 1947 in Nowaja Ladoga an der Karl-Marx-Straße aufgestellt.
Werners Friedensengel wurde auf der Akademie-Frühjahrsausstellung 1905 präsentiert und mit dem Kuindschi-Preis ausgezeichnet.
Inspiriert durch Gabriele D’Annunzios Roman Das Feuer schuf Werner 1911 in Ton den Akt Der schlafende Ornizio (Eremitage, St. Petersburg).
Während der Februarrevolution 1917 gehörte Werner im April 1917 zu den Gründungsmitgliedern der Petrograder Union der Bildhauer und Künstler, die später in der Union der Kunstschaffenden aufging. Nach der Oktoberrevolution führte Werner in den 1920er Jahren Aufträge für die Kunst- und Reproduktionswerkstatt der Hauptverwaltung für Wissenschafts- und Kunsteinrichtungen und Museen Glawnauka aus. Auf der ersten städtischen Kunstausstellung 1930 in Leningrad präsentierte Werner eine Büste Feliks Dzierżyńskis.

## Werke (Auswahl)

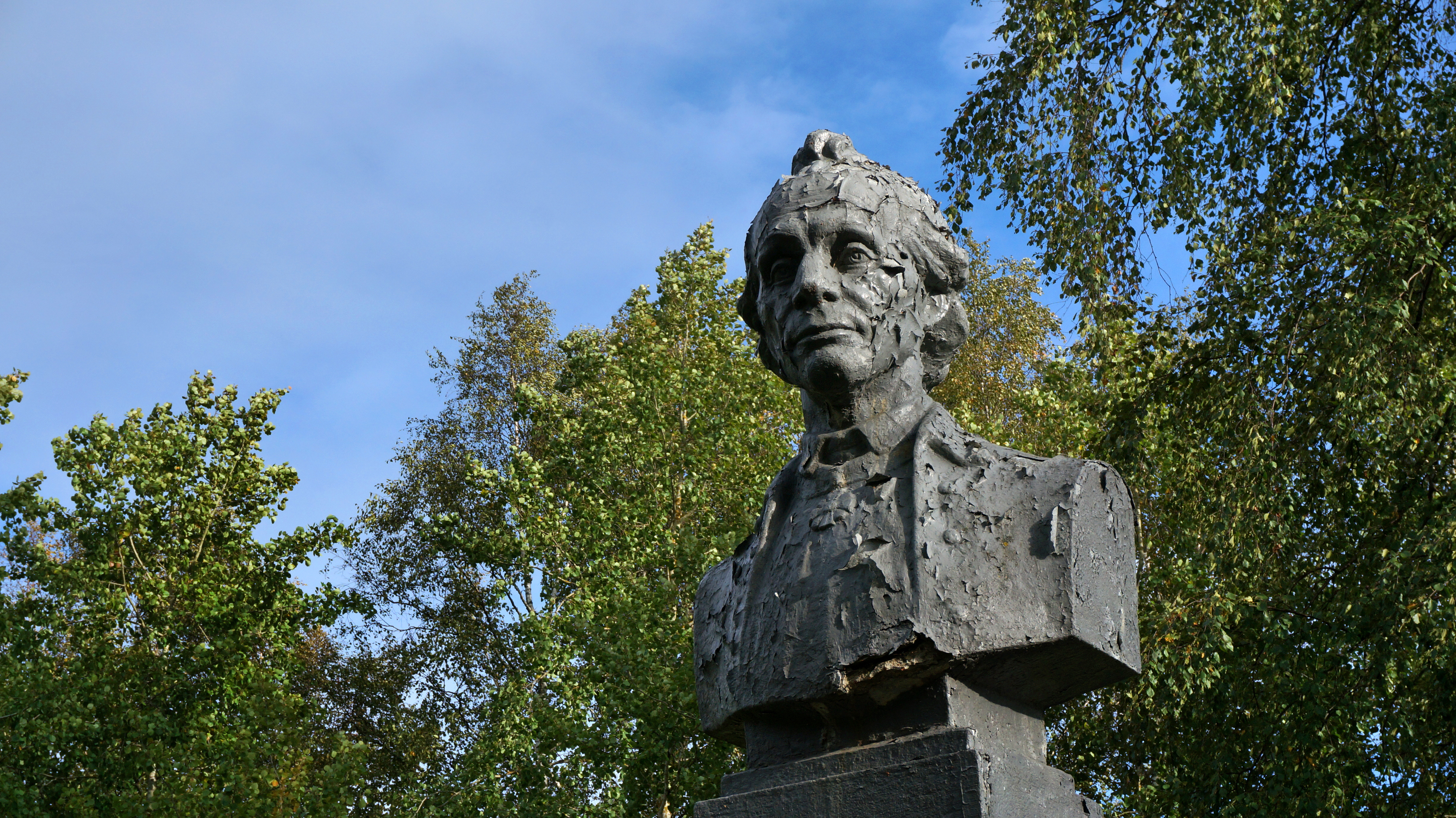
Alexander Suworow, Karl-Marx-Straße, Nowaja Ladoga
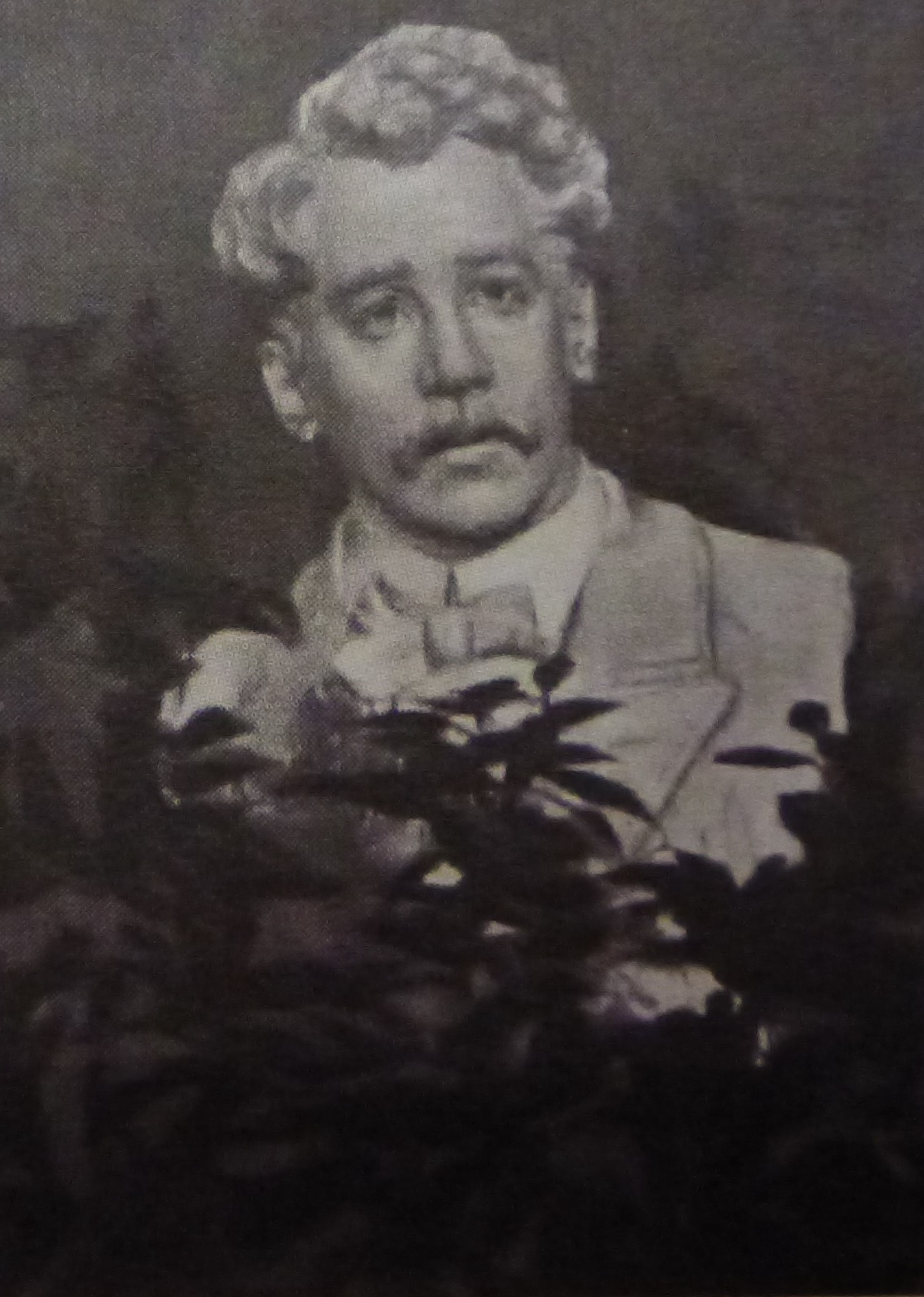
Porträt Nikolai Prokofjews (1913)
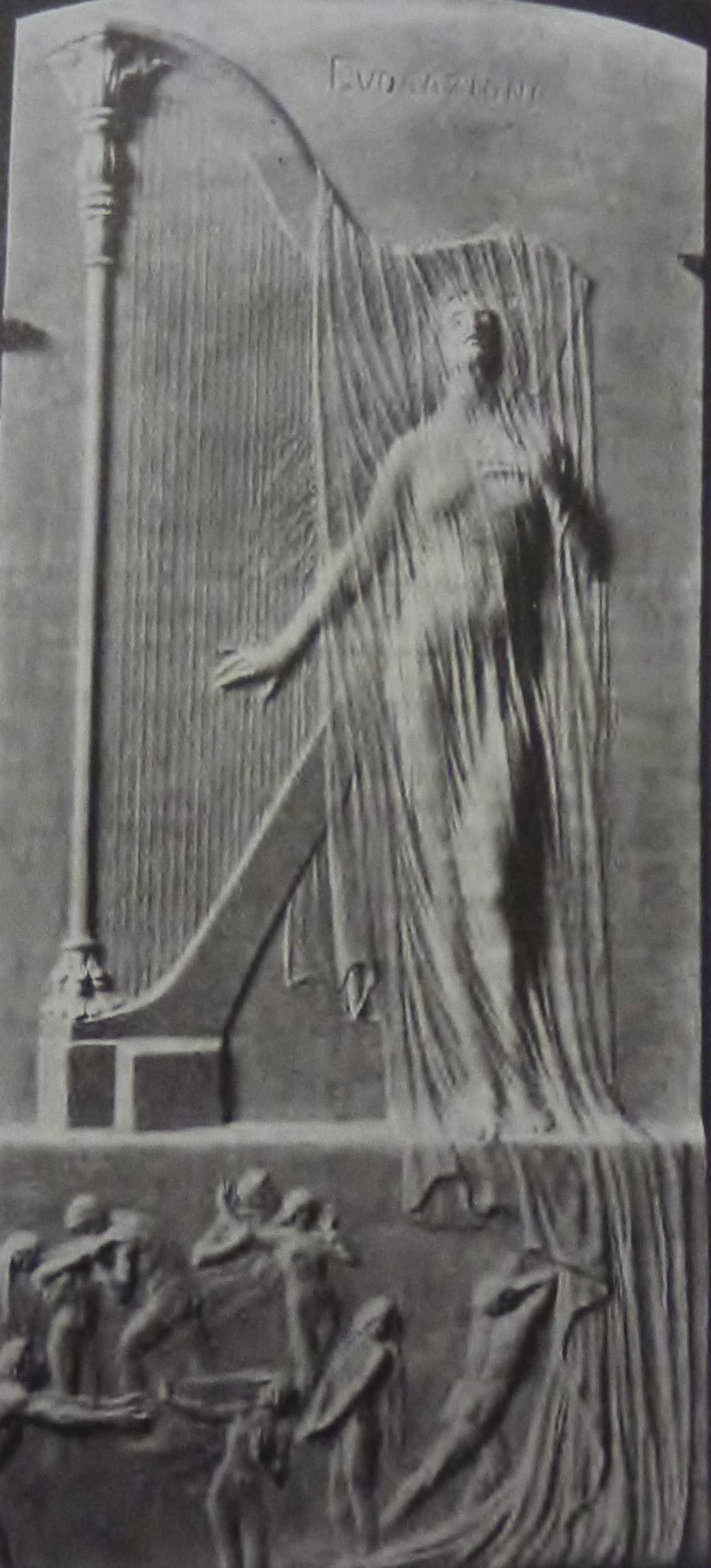
Marmor-Relief Aufruf 1914